# Guinea en los Juegos Olímpicos de Atenas 2004
Guinea estuvo representada en los Juegos Olímpicos de Atenas 2004 por tres deportistas, dos hombres y una mujer, que compitieron en tres deportes.
El portador de la bandera en la ceremonia de apertura fue el atleta Nabie Foday Fofanah. El equipo olímpico guineano no obtuvo ninguna medalla en estos Juegos.